# Convenção das Igrejas Batistas Filipinas
A Convenção das Igrejas Batistas Filipinas (em inglês:   Convention of Philippine Baptist Churches) é uma associação cristã evangélica de Igrejas batistas nas  Filipinas. Ela é afiliada à Aliança Batista Mundial. A sede está localizada em Cidade de Iloilo.

## História

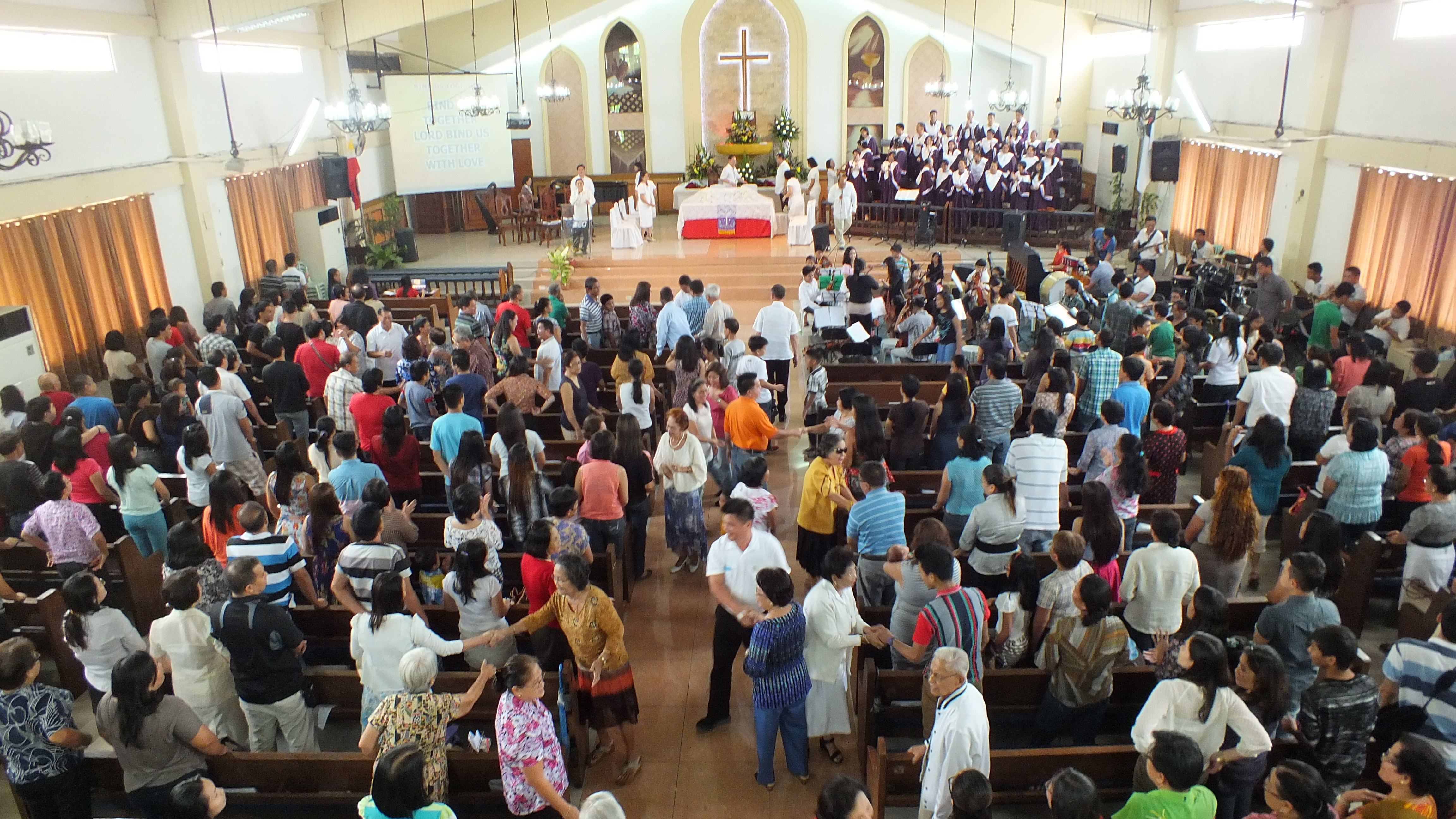
Serviço na Igreja Evangélica de Bacolod.

A Convenção tem suas origens em uma missão americana dos Ministérios Internacionais em 1900.  Foi fundada oficialmente em 1935.  Em 1980, Angelina Buensuceso tornou-se a primeira  mulher pastora ordenada na Convenção. De acordo com um censo da associação, em 2023 ela disse que tinha 1,079 igrejas e 600,000 membros. 

## Escolas

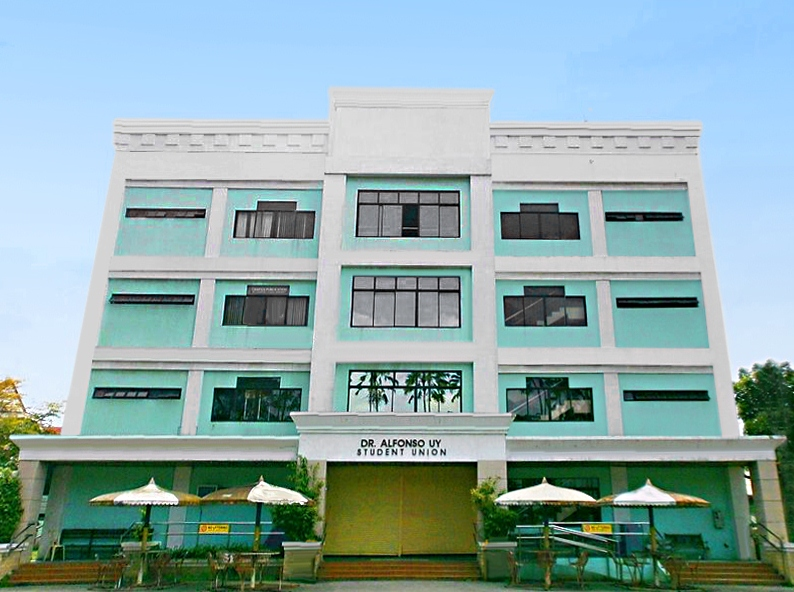
Alfonso A. Uy Student Union Building, Universidade Central das Filipinas em Iloílo.

Possui 2 universidades, a saber, a Universidade Cristã Filamer e a Universidade Central das Filipinas.